# Melodifestivalen (2014)
A 2014-es Melodifestivalen egy hatrészes svéd zenei verseny volt, melynek keretén belül a nézők és a szakmai zsűri kiválasztotta, hogy ki képviselje Svédországot a 2014-es Eurovíziós Dalfesztiválon, Dánia fővárosában, Koppenhágában. A 2014-es verseny volt az ötvennegyedik svéd nemzeti döntő.
Az élő műsorsorozatban harminckettő dal versenyzett az Eurovíziós Dalfesztiválra való kijutásért. A sorozat háromfordulós volt; hat élő adásból állt, a következők szerint: négy elődöntő, egy második esély forduló és a döntő. Elődöntőnként nyolc-nyolc előadó lépett fel. Az elődöntők első két helyezettje a döntőbe, a harmadik és negyedik helyezett a második esély fordulóba jutott tovább. A második esély fordulóból két versenyző csatlakozott döntős mezőnyhöz. Az elődöntőkben és a második esély fordulóban csak a nézői SMS-ek, illetve telefonos szavazatok alapján kerültek ki a továbbjutók. A döntőben a nézők és a nemzetközi, szakmai zsűrik szavazatai alakították ki a végeredményt. A műsorvezetők Nour El-Refai és Anders Jansson voltak.
A verseny győztese Sanna Nielsen lett, aki az Undo című számával képviselte az országot az Eurovíziós Dalfesztiválon. A dalfesztivál döntőjében 218 ponttal a harmadik helyen végzett.

## A helyszínek
| Forduló               | Dátum             | Város        | Helyszín                   | Műsorvezető                  |
| --------------------- | ----------------- | ------------ | -------------------------- | ---------------------------- |
| Első elődöntő         | 2014. február 1.  | Malmö        | Malmö Aréna                | Nour El-Refai Anders Jansson |
| Második elődöntő      | 2014. február 8.  | Linköping    | Cloetta Center             | Nour El-Refai Anders Jansson |
| Harmadik elődöntő     | 2014. február 15. | Göteborg     | Scandinavium               | Nour El-Refai Anders Jansson |
| Negyedik elődöntő     | 2014. február 22. | Örnsköldsvik | Fjällräven Center          | Nour El-Refai Anders Jansson |
| Második esély forduló | 2014. március 1.  | Lidköping    | Sparbanken Lidköping Arena | Nour El-Refai Anders Jansson |
| Döntő                 | 2014. március 8.  | Stockholm    | Friends Arena              | Nour El-Refai Anders Jansson |

## A résztvevők
| Előadó                       | Dal                   | Szerző                                                                   |
| ---------------------------- | --------------------- | ------------------------------------------------------------------------ |
| Yohio                        | To the End            | Andreas Johnson, Johan Lyander, Peter Kvint, Yohio                       |
| Mahan Moin                   | Aleo                  | Mahan Moin, Anderz Wrethov                                               |
| Linus Svenning               | Bröder                | Fredrik Kempe                                                            |
| Elisa Lindström              | Casanova              | Ingela Forsman, Bobby Ljunggren, Jimmy Jansson                           |
| Alvaro Estrella              | Bedroom               | Jakke Erixson, Jon Bordon, Loren Francis, Kristofer Östergren            |
| Ellen Benediktson            | Songbird              | Sharon Vaughn, Johan Fransson, Tim Larsson, Tobias Lundgren              |
| Sylvester Schlegel           | Bygdens son           | Sylvester Schlegel                                                       |
| Helena Paparizou             | Survivor              | Bobby Ljunggren, Henrik Wikström, Karl-Ola Kjellholm, Sharon Vaughn      |
| J.E.M                        | Love Trigger          | Thomas G:son, Peter Boström, Julimar Santos                              |
| The Refreshments             | Hallelujah            | Joakim Arnell                                                            |
| Manda                        | Glow                  | Joy Deb, Linnea Deb, Melanie Wehbe, Charlie Mason                        |
| Panetoz                      | Efter solsken         | Johan Hirvi, Mats Lie Skåre, Nebeyu Baheru, Njol Badjie, Pa Modou Badjie |
| Pink Pistols                 | I Am Somebody         | Joakim Törnqvist, Nestor Geli, Susie Päivärinta, Tord Bäckström          |
| Sanna Nielsen                | Undo                  | Fredrik Kempe, David Kreuger, Hamed "K-One" Pirouzpanah                  |
| Little Great Things          | Set Yourself Free     | Charlie Grönvall, Cristoffer Wernqvist, Felix Grönvall, Adam Dahlström   |
| Martin Stenmarck             | När änglarna går hem  | Andreas Öhrn, Alexander Bard, Martin Stenmarck, Peter Boström            |
| Outtrigger                   | Echo                  | Joy Deb, Linnéa Deb, Anton Malmberg Hård af Segerstad, Outtrigger        |
| EKO                          | Red                   | Joy Deb, Linnéa Deb, Anna Lidman, Hannes Lundberg, Michael Ottosson      |
| Oscar Zia                    | Yes We Can            | Fredrik Kempe, David Kreuger, Hamed "K-One" Pirouzpanah                  |
| Shirley Clamp                | Burning Alive         | Bobby Ljunggren, Sharon Vaughn, Henrik Wikström                          |
| State of Drama               | All We Are            | Göran Werner, Sanken Sandqvist, Emil Gullhamn, Sebastian Hallifax        |
| CajsaStina Åkerström         | En enkel sång         | CajsaStina Åkerström                                                     |
| Ace Wilder                   | Busy Doin’ Nothin’    | Ace Wilder, Joy Deb, Linnéa Deb                                          |
| Dr. Alban és Jessica Folcker | Around the World      | Dr. Alban, Jakke Erixson, Karl-Ola Kjellholm                             |
| Alcazar                      | Blame It on the Disco | Fredrik Kempe, David Kreuger, Hamid "K-One" Pirouzpanah                  |
| I.D.A                        | Fight Me If You Dare  | Albin Nicklasson, Nicklas Laine, Louise Frick Sveen                      |
| Janet Leon                   | Hollow                | Karl-Ola Kjellholm, Jimmy Jansson, Louise Winter                         |
| Ammotrack                    | Raise Your Hands      | Jari Kujansuu, Thomas Johansson, Calle Kindbom, Mikael de Bruin          |
| Josef Johansson              | Hela natten           | Peter Boström, Thomas G:son, Josef Johansson, Peo Thyrén                 |
| Linda Bengtzing              | Ta mig                | Nicke Borg, Jojo Borg Larsson                                            |
| Ellinore Holmer              | En himmelsk sång      | Ellinore Holmer, Vanna Rosenberg, Henrik Wikström, Amir Aly              |
| Anton Ewald                  | Natural               | John Lundvik                                                             |

## Élő műsorsorozat

### Első elődöntő
Az első elődöntőt február 1-jén rendezte az SVT nyolc előadó részvételével Malmőben, a Malmö Arénában, mely a 2013-as Eurovíziós Dalfesztivál helyszíne volt. A végeredmény a telefonos szavazás alapján alakult ki, mely alapján az első és a második helyezett a döntőbe, a harmadik és a negyedik helyezett a második esély fordulóba jutott tovább.
| #  | Előadó             | Dal         | Szavazatok | Szavazatok | Szavazatok | Helyezés | Eredmény     |
| #  | Előadó             | Dal         | 1. kör     | 2. kör     | Összesen   | Helyezés | Eredmény     |
| -- | ------------------ | ----------- | ---------- | ---------- | ---------- | -------- | ------------ |
| 01 | Yohio              | To the End  | 55 826     | 61 393     | 117 219    | 1.       | Továbbjutott |
| 02 | Mahan Moin         | Aleo        | 6 943      | —          | 6 943      | 7.       | Kiesett      |
| 03 | Linus Svenning     | Bröder      | 29 464     | 31 268     | 60 732     | 4.       | Továbbjutott |
| 04 | Elisa Lindström    | Casanova    | 18 143     | 19 171     | 37 314     | 5.       | Kiesett      |
| 05 | Alvaro Estrella    | Bedroom     | 14 386     | —          | 14 386     | 6.       | Kiesett      |
| 06 | Ellen Benediktson  | Songbird    | 43 619     | 55 825     | 99 444     | 2.       | Továbbjutott |
| 07 | Sylvester Schlegel | Bygdens son | 5 934      | —          | 5 934      | 8.       | Kiesett      |
| 08 | Helena Paparizou   | Survivor    | 32 141     | 38 297     | 70 438     | 3.       | Továbbjutott |

### Második elődöntő
A második elődöntőt február 8-án rendezte az SVT nyolc előadó részvételével Linköpingben, a Cloetta Centerben. A végeredmény a telefonos szavazás alapján alakult ki, mely alapján az első és a második helyezett a döntőbe, a harmadik és a negyedik helyezett a második esély fordulóba jutott tovább.
| #  | Előadó              | Dal                  | Szavazatok | Szavazatok | Szavazatok | Helyezés | Eredmény     |
| #  | Előadó              | Dal                  | 1. kör     | 2. kör     | Összesen   | Helyezés | Eredmény     |
| -- | ------------------- | -------------------- | ---------- | ---------- | ---------- | -------- | ------------ |
| 01 | J.E.M               | Love Trigger         | 18 790     | 26 872     | 45 662     | 4.       | Továbbjutott |
| 02 | The Refreshments    | Hallelujah           | 18 417     | 19 234     | 37 651     | 5.       | Kiesett      |
| 03 | Manda               | Glow                 | 10 964     | —          | 10 964     | 8.       | Kiesett      |
| 04 | Panetoz             | Efter solsken        | 25 986     | 31 415     | 57 401     | 2.       | Továbbjutott |
| 05 | Pink Pistols        | I Am Somebody        | 11 435     | —          | 11 435     | 7.       | Kiesett      |
| 06 | Sanna Nielsen       | Undo                 | 52 542     | 57 050     | 109 592    | 1.       | Továbbjutott |
| 07 | Little Great Things | Set Yourself Free    | 15 183     | —          | 15 183     | 6.       | Kiesett      |
| 08 | Martin Stenmarck    | När änglarna går hem | 20 981     | 30 916     | 51 897     | 3.       | Továbbjutott |

### Harmadik elődöntő
A harmadik elődöntőt február 15-én rendezte az SVT nyolc előadó részvételével Göteborgban, a Scandinaviumban. A végeredmény a telefonos szavazás alapján alakult ki, mely alapján az első és a második helyezett a döntőbe, a harmadik és a negyedik helyezett a második esély fordulóba jutott tovább.
| #  | Előadó                       | Dal                | Szavazatok | Szavazatok | Szavazatok | Helyezés | Eredmény     |
| #  | Előadó                       | Dal                | 1. kör     | 2. kör     | Összesen   | Helyezés | Eredmény     |
| -- | ---------------------------- | ------------------ | ---------- | ---------- | ---------- | -------- | ------------ |
| 01 | Outtrigger                   | Echo               | 18 713     | 19 873     | 38 586     | 4.       | Továbbjutott |
| 02 | EKO                          | Red                | 9 053      | —          | 9 053      | 8.       | Kiesett      |
| 03 | Oscar Zia                    | Yes We Can         | 29 790     | 30 945     | 60 735     | 1.       | Továbbjutott |
| 04 | Shirley Clamp                | Burning Alive      | 12 617     | —          | 12 617     | 6.       | Kiesett      |
| 05 | State of Drama               | All We Are         | 24 262     | 18 581     | 42 843     | 3.       | Továbbjutott |
| 06 | CajsaStina Åkerström         | En enkel sång      | 10 789     | —          | 10 789     | 7.       | Kiesett      |
| 07 | Ace Wilder                   | Busy Doin’ Nothin’ | 19 105     | 24 599     | 43 704     | 2.       | Továbbjutott |
| 08 | Dr. Alban és Jessica Folcker | Around the World   | 18 041     | 19 689     | 37 730     | 5.       | Kiesett      |

### Negyedik elődöntő
A negyedik elődöntőt február 22-én rendezte az SVT nyolc előadó részvételével Örnsköldsvikben, a Fjällräven Centerben. A végeredmény a telefonos szavazás alapján alakult ki, mely alapján az első és a második helyezett a döntőbe, a harmadik és a negyedik helyezett a második esély fordulóba jutott tovább.
| #  | Előadó          | Dal                   | Szavazatok | Szavazatok | Szavazatok | Helyezés | Eredmény     |
| #  | Előadó          | Dal                   | 1. kör     | 2. kör     | Összesen   | Helyezés | Eredmény     |
| -- | --------------- | --------------------- | ---------- | ---------- | ---------- | -------- | ------------ |
| 01 | Alcazar         | Blame It on the Disco | 42 061     | 55 392     | 97 453     | 1.       | Továbbjutott |
| 02 | I.D.A           | Fight Me If You Dare  | 10 578     | —          | 10 578     | 6.       | Kiesett      |
| 03 | Janet Leon      | Hollow                | 8 307      | —          | 8 307      | 8.       | Kiesett      |
| 04 | Ammotrack       | Raise Your Hands      | 20 425     | 21 202     | 41 627     | 4.       | Továbbjutott |
| 05 | Josef Johansson | Hela natten           | 9 953      | —          | 9 953      | 7.       | Kiesett      |
| 06 | Linda Bengtzing | Ta mig                | 15 239     | 15 861     | 31 100     | 5.       | Kiesett      |
| 07 | Ellinore Holmer | En himmelsk sång      | 21 411     | 24 465     | 45 876     | 3.       | Továbbjutott |
| 08 | Anton Ewald     | Natural               | 39 105     | 32 570     | 71 675     | 2.       | Továbbjutott |

### Második esély forduló
A második esély fordulót március 1-jén rendezte az SVT nyolc előadó részvételével Lidköpingben, a Sparbanken Lidköping Arénában. A végeredmény a telefonos szavazás alapján alakult ki, mely alapján az első és a második helyezett továbbjutott a döntőbe. Meghívott előadóként lépett fel a 2013-as Eurovíziós Dalfesztivál győztese, Emmelie de Forest, aki a Rainmaker és az Only Teardrops című dalát énekelte.

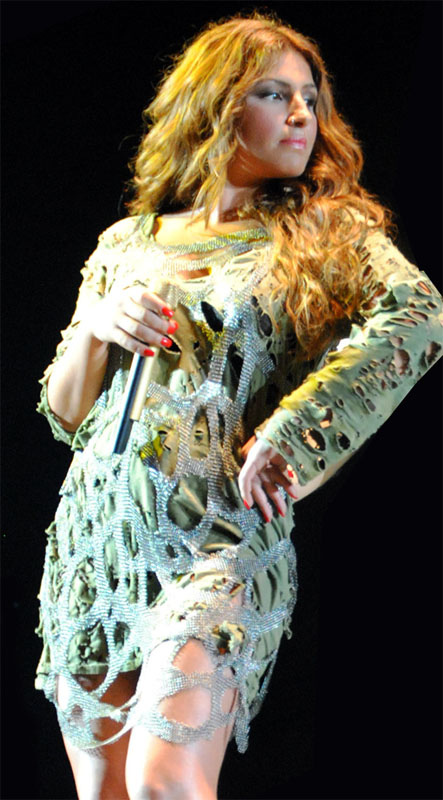
Helena Paparizou továbbjutott a döntőbe

| #  | Előadó           | Dal                  | Szavazatok | Szavazatok | Szavazatok | Helyezés | Eredmény  |
| #  | Előadó           | Dal                  | 1. kör     | 2. kör     | Összesen   | Helyezés | Eredmény  |
| -- | ---------------- | -------------------- | ---------- | ---------- | ---------- | -------- | --------- |
| 01 | Ammotrack        | Raise Your Hands     | 16 998     | —          | 16 998     | 8.       | Kiesett   |
| 02 | Linus Svenning   | Bröder               | 45 657     | 49 295     | 94 952     | 1.       | 2. párbaj |
| 03 | J.E.M            | Love Trigger         | 28 626     | —          | 28 626     | 6.       | Kiesett   |
| 04 | State of Drama   | All We Are           | 29 352     | 22 150     | 51 502     | 5.       | Kiesett   |
| 05 | Ellinore Holmer  | En himmelsk sång     | 17 685     | —          | 17 685     | 7.       | Kiesett   |
| 06 | Martin Stenmarck | När änglarna går hem | 30 681     | 26 366     | 57 047     | 4.       | 2. párbaj |
| 07 | Helena Paparizou | Survivor             | 47 161     | 44 411     | 91 572     | 2.       | 1. párbaj |
| 08 | Outtrigger       | Echo                 | 33 876     | 27 083     | 60 959     | 3.       | 1. párbaj |

#### Párbajok
| Párbaj | Előadó           | Dal                  | Szavazatok | Eredmény     |
| ------ | ---------------- | -------------------- | ---------- | ------------ |
| 1      | Outtrigger       | Echo                 | 51 627     | Kiesett      |
| 1      | Helena Paparizou | Survivor             | 123 859    | Továbbjutott |
| 2      | Linus Svenning   | Bröder               | 77 706     | Továbbjutott |
| 2      | Martin Stenmarck | När änglarna går hem | 71 844     | Kiesett      |

### Döntő
A döntőt március 8-án rendezte az SVT tíz előadó részvételével Stockholmban, a Friends Arénában. A végeredményt nézők és a nemzetközi, szakmai zsűrik szavazatai alakították ki. Első körben a zsűrik szavaztak az alábbi módon: az első helyezett 12 pontot kapott, a második 10-et, a harmadik 8-at, míg a negyedik 6-ot, az ötödik 4-et, a hatodik 2-t, hetedik pedig 1 pontot. Ehhez adódtak hozzá a közönségszavazás pontjai, és így kialakult a végső sorrend.
| #  | Előadó            | Dal                   | Szavazás       | Szavazás       | Szavazás | Helyezés |
| #  | Előadó            | Dal                   | Zsűri pontszám | Nézői pontszám | Összesen | Helyezés |
| -- | ----------------- | --------------------- | -------------- | -------------- | -------- | -------- |
| 01 | Anton Ewald       | Natural               | 4              | 14             | 18       | 10.      |
| 02 | Ellen Benediktson | Songbird              | 31             | 30             | 61       | 7.       |
| 03 | Alcazar           | Blame It on the Disco | 62             | 48             | 110      | 3.       |
| 04 | Oscar Zia         | Yes We Can            | 32             | 21             | 53       | 8.       |
| 05 | Linus Svenning    | Bröder                | 46             | 37             | 83       | 5.       |
| 06 | Helena Paparizou  | Survivor              | 57             | 27             | 84       | 4.       |
| 07 | YOHIO             | To the End            | 39             | 43             | 82       | 6.       |
| 08 | Sanna Nielsen     | Undo                  | 90             | 122            | 212      | 1.       |
| 09 | Panetoz           | Efter solsken         | 15             | 18             | 31       | 9.       |
| 10 | Ace Wilder        | Busy Doin’ Nothin’    | 97             | 113            | 210      | 2.       |

#### Ponttáblázat
| Dal (Előadó)                    | Zsűri       | Zsűri       | Zsűri  | Zsűri         | Zsűri     | Zsűri | Zsűri       | Zsűri              | Zsűri      | Zsűri         | Zsűri | Zsűri | Nézők      | Nézők | Nézők | Σ   |
| Dal (Előadó)                    | Olaszország | Németország | Izrael | Franciaország | Hollandia | Málta | Oroszország | Egyesült Királyság | Észtország | Spanyolország | Dánia | Össz. | Szavazatok | %     | Össz. | Σ   |
| ------------------------------- | ----------- | ----------- | ------ | ------------- | --------- | ----- | ----------- | ------------------ | ---------- | ------------- | ----- | ----- | ---------- | ----- | ----- | --- |
| Natural (Anton Ewald)           |             |             | 1      |               |           | 2     |             |                    |            | 1             |       | 4     | 35 208     | 3,0%  | 14    | 18  |
| Songbird (Ellen Benediktson)    | 6           | 4           |        | 1             | 10        |       | 2           | 2                  | 4          | 2             |       | 31    | 75 748     | 6,4%  | 30    | 61  |
| Blame It on the Disco (Alcazar) | 10          | 8           | 8      | 12            | 6         | 6     |             | 12                 |            |               |       | 62    | 120 654    | 10,1% | 48    | 110 |
| Yes We Can (Oscar Zia)          | 4           | 1           |        |               |           | 8     | 4           | 8                  |            | 6             | 1     | 32    | 52 844     | 4,3%  | 21    | 53  |
| Bröder (Linus Svenning)         |             | 12          | 2      | 6             | 1         |       | 10          | 1                  | 12         |               | 2     | 46    | 93 974     | 7,9%  | 37    | 83  |
| Survivor (Helena Paparizou)     | 2           | 6           | 6      | 4             | 2         | 12    | 1           | 4                  | 2          | 10            | 8     | 57    | 67 336     | 5,6%  | 27    | 84  |
| To the End (Yohio)              | 1           |             | 4      | 2             |           | 4     | 6           |                    | 8          | 4             | 10    | 39    | 109 363    | 9,3%  | 43    | 82  |
| Undo (Sanna Nielsen)            | 8           | 10          | 10     | 10            | 4         | 10    | 8           | 6                  | 6          | 12            | 6     | 90    | 307 788    | 25,8% | 122   | 212 |
| Efter solsken (Panetoz)         |             | 2           |        |               | 8         |       |             |                    | 1          |               | 4     | 15    | 45 614     | 3,8%  | 18    | 31  |
| Busy Doin’ Nothin’ (Ace Wilder) | 12          |             | 12     | 8             | 12        | 1     | 12          | 10                 | 10         | 8             | 12    | 97    | 283 831    | 23,8% | 113   | 210 |

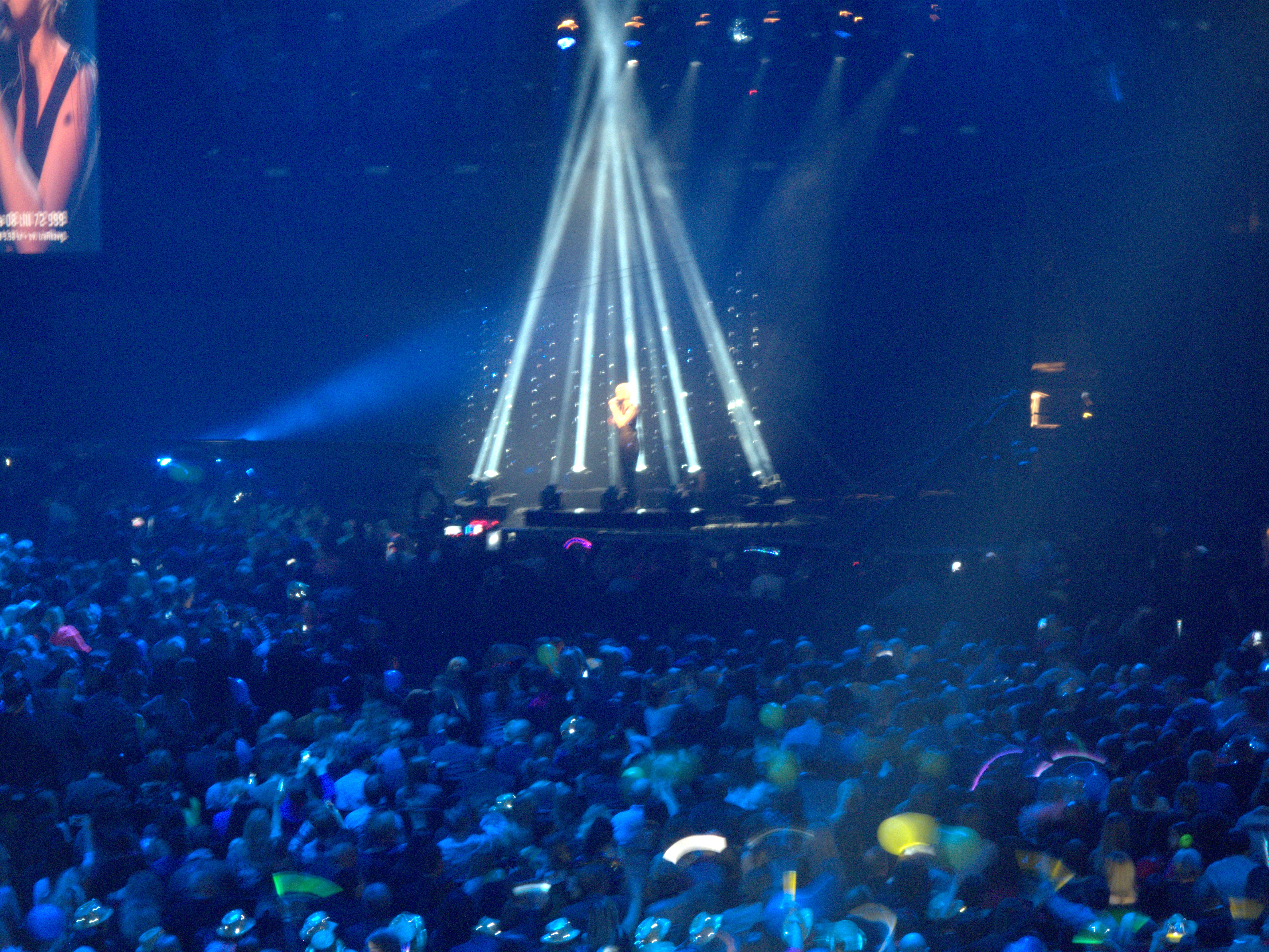
Sanna Nielsen, a verseny győztese az Undo című dallal.

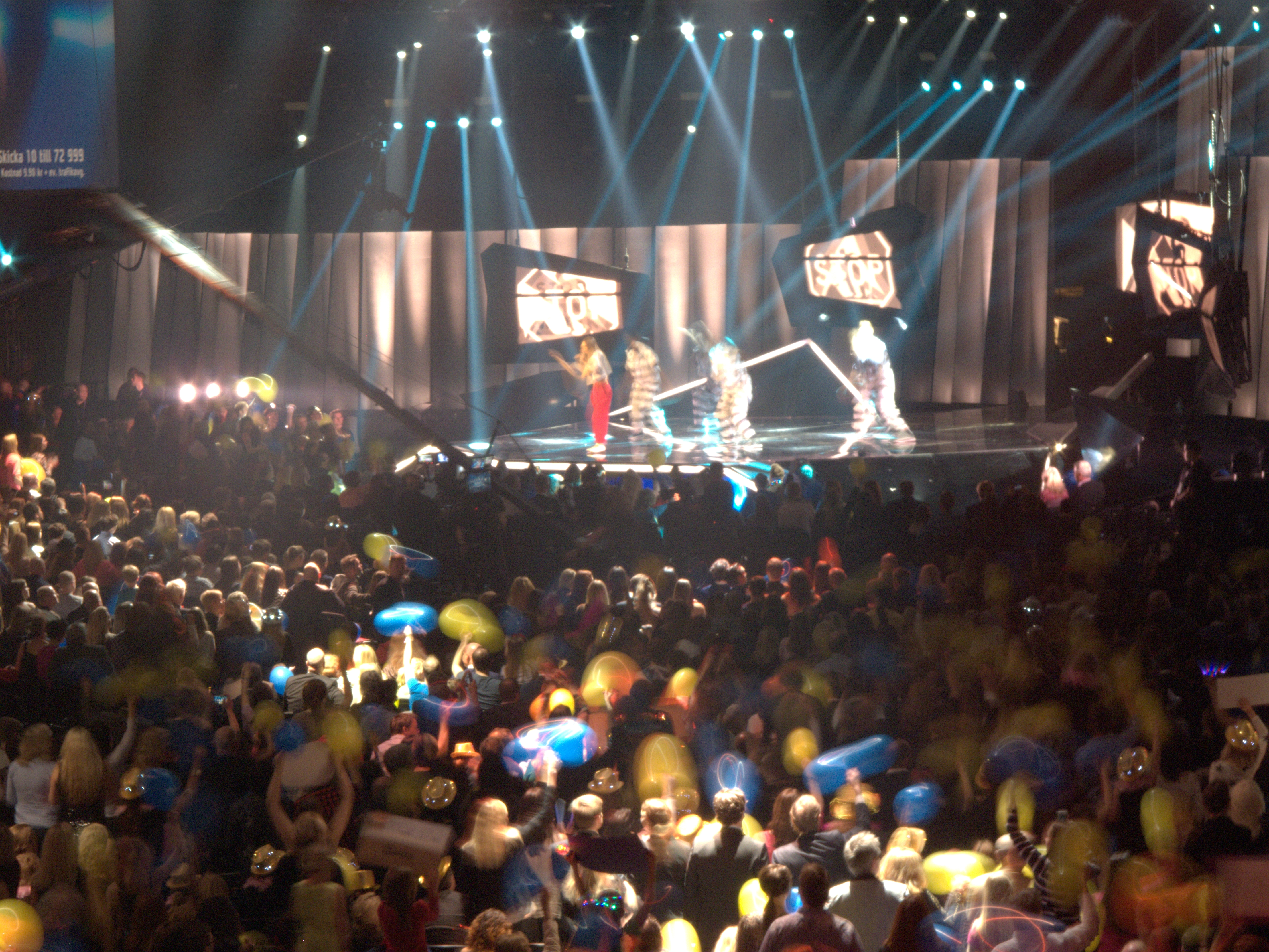
Ace Wilder produkciója

A sorok a fellépés sorrendjében vannak rendezve. A zászlós oszlopokban az adott zsűritől kapott pontszám található meg.
Pontbejelentők
1. Olaszország – Nicola Caligiore
2. Németország – Torsten Amarell
3. Izrael – Alon Amir
4. Franciaország – Bruno Berberes
5. Hollandia – Kees van der Brucht (Anders Jansson)
6. Málta – Anna Dalli
7. Oroszország – Jurij Aksiuta
8. Egyesült Királyság – Simon Proctor
9. Észtország – Mart Normet
10. Spanyolország – Federico Llano Sabuguerio
11. Dánia – Sofia Helin

## Visszatérő előadók
| Előadó                                       | Előző évek                                     |
| -------------------------------------------- | ---------------------------------------------- |
| Alcazar                                      | 2003, 2005, 2009, 2010                         |
| Andreas Lundstedt (az Alcazar tagjaként)     | 1996, 1997, 2003, 2005, 2007, 2009, 2010, 2012 |
| Anton Ewald                                  | 2013                                           |
| Janet Leon                                   | 2013                                           |
| Jessica Folcker (Dr. Alban közreműködésével) | 2005, 2006                                     |
| Lina Hedlund (az Alcazar tagjaként)          | 2002, 2003, 2009, 2010                         |
| Linda Bengtzing                              | 2005, 2006, 2008, 2011                         |
| Martin Stenmarck                             | 2005                                           |
| Oscar Zia                                    | 2013                                           |
| Sanna Nielsen                                | 2001, 2003, 2005, 2007, 2008, 2011             |
| Shirley Clamp                                | 2003, 2004, 2005, 2009, 2011                   |
| State of Drama                               | 2013                                           |
| Sylvester Schlegel                           | 2007                                           |
| Yohio                                        | 2013                                           |